# District de Quissanga
Le district de Quissanga est une subdivision administrative de la province de Cabo Delgado au nord du Mozambique. En 2015, sa population est de 40 486 habitants.

## Source de la traduction
- (en) Cet article est partiellement ou en totalité issu de l’article de Wikipédia en anglais intitulé « Quissanga District » (voir la liste des auteurs).